# Nostigmatini
Nostigmatini es una tribu de hormigas de la subfamilia Formicinae. Se encuentra en Australia.
Contiene los siguientes géneros:

## Géneros
- Notostigma